# Narutō (Chiba)
Narutō (成東町 Narutō-machi?) era una città del Giappone situata nel distretto di Sanbu, prefettura di Chiba, isola di Honshū, Giappone.
Nel 2003, la città aveva una popolazione stimabile sui 24 312 abitanti e una densità di popolazione di 517,06 persone per km². L'area coperta dalla città si attestava sui 47,02 km².
Dal 27 marzo 2006 la nuova città di Sanmu fu formata dall'unione delle città di Sanbu, Narutō, Hasunuma e Matsuo.